# Svidd neger (musikalbum)
Svidd neger (med undertiteln Original Motion Picture Soundtrack) är ett soundtrack-album av det norska black metal-bandet Ulver till den norska filmen Svidd neger av Erik Smith och utgavs 2003 av skivbolaget Jester Records.

## Låtförteckning
1. "Preface" – 1:41
2. "Ante Andante" – 0:53
3. "Comedown" – 2:18
4. "Surface" – 3:17
5. "Somnam" – 2:41
6. "Wild Cat" – 2:32
7. "Rock Massif pt. 1" – 1:41
8. "Rock Massif pt. 2" – 2:05
9. "Poltermagda" – 0:27
10. "Mummy" – 1:02
11. "Burn the Bitch" – 0:52
12. "Sick Soliloquy" – 0:21
13. "Waltz of King Karl" – 3:17
14. "Sadface" – 2:43
15. "Fuck Fast" – 0:20
16. "Wheel of Conclusion" – 6:26

Musik: Ulver

## Medverkande
Musiker (Ulver-medlemmar)
- Trickster G. Rex (Kristoffer Rygg)
- Tore Ylwizaker (Tore Ylvisaker)
- Jørn H. Sværen

Produktion
- Ingar Hunskaar – mastering
- Trine Paulsen – omslagskonst
- Kim Sølve – omslagskonst